# 竹内好
竹内 好（たけうち よしみ、1910年（明治43年）10月2日 - 1977年（昭和52年）3月3日）は、日本の中国文学者、文芸評論家、思想家。魯迅の研究・翻訳や、日中関係論、日本文化などの問題をめぐり言論界で、多くの評論発言を行った。

## 経歴

### 出生から学生時代
1910年、長野県南佐久郡臼田町（現・佐久市）で生まれた。東京市麹町区富士見小学校、東京府立第一中学校（現・東京都立日比谷高等学校）を経て、1931年、旧制大阪高等学校 から東京帝国大学文学部支那文学科に入学。1934年に支那哲学支那文学科を卒業。

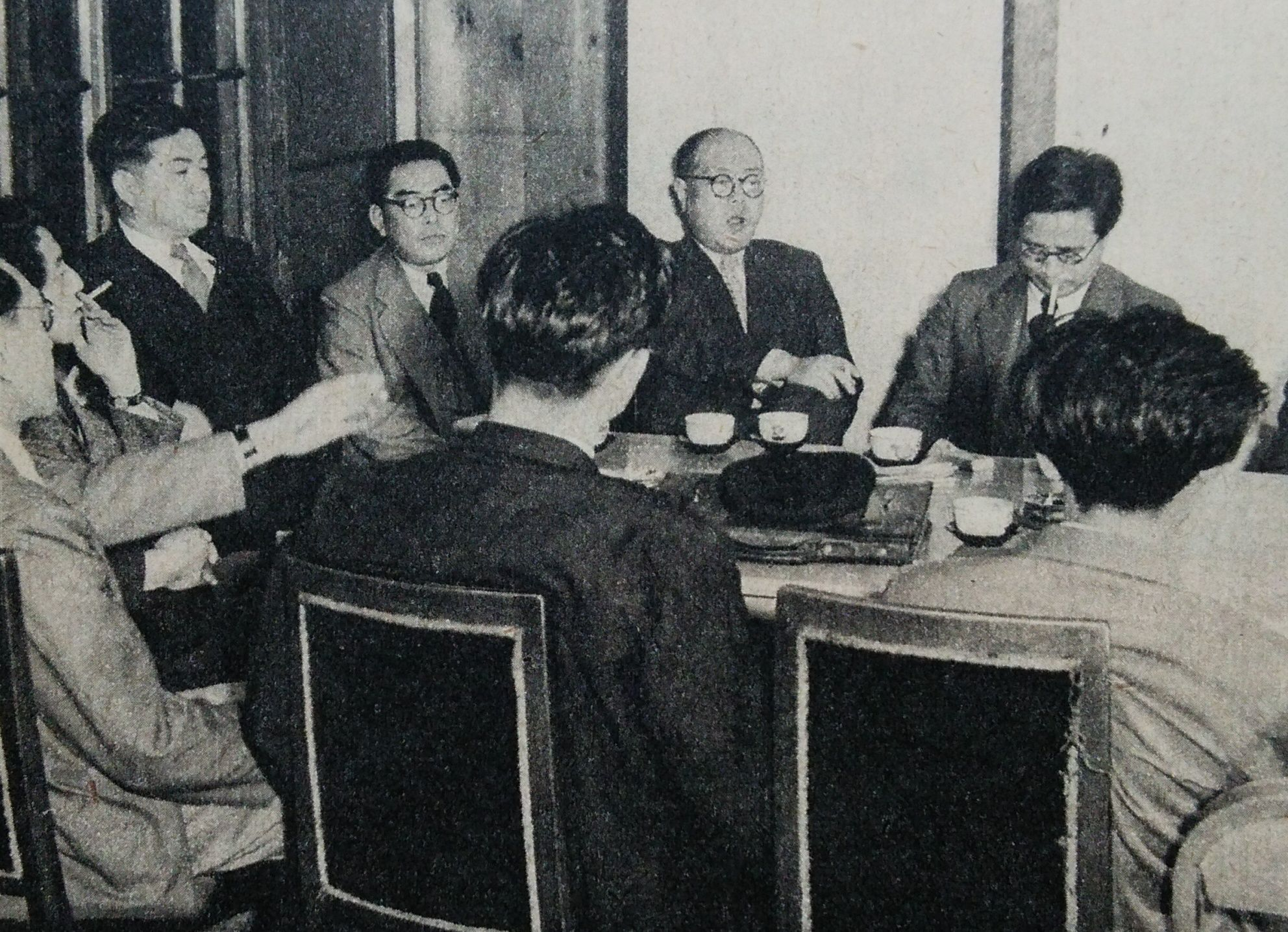
1953年、中国文学研究会での竹内（奥の右から2番目）。奥右端は武田泰淳。

大学在学中に武田泰淳らと「中国文学研究会」を結成し、卒業後もそこを中心に活動した。メンバーには他に、増田渉、松枝茂夫、岡崎俊夫、松井武男、一戸務、小野忍、実藤恵秀、千田九一、飯塚朗 らがいた。雑誌『中国文学月報』を発行し、1940年からは『中国文学』と雑誌名を変更して刊行。
ただ竹内は一貫して編集した雑誌には不満であった。例えば昭和14年秋の月報後記にこうある。

「何といふつまらない月報であらう。我々は何を好んで齷齪するか。我々は今日すでに月報を砦にする孤高の精神を失つてゐるのだ。月報を見ることは形骸を見るやうに傷ましい。我らはひらめきのない人生を潔しとしない。既に存立の根拠を失ひ、また消滅の理由さへ見出し得ないならば、それは明かに嗤笑さるべき瞳濁れる凡愚の怯惰の行為ではないか。」
--竹内好 『中国文学月報』「二年間」、高島俊男『本と中国と日本人と』ちくま文庫P47より

ところが雑誌は潰れず、中国文学研究会は活動し続けた。高島俊男は、「かように自分の作った雑誌をクソミソに言い、同人にも寄稿者にも読者にも悪態をつきながら、会も雑誌もつぶれなかったのだから、竹内にはそれだけの魅力、ないしカリスマ性があったのだろう。」と言っている。

### 大学卒業から終戦まで
1937年から2年間、北京に留学。1942年、第一回大東亜文学者大会が東京でひらかれたが、会として参加を拒否。1943年、中国文学研究会は解散。1943年に陸軍に召集。1945年8月、湖南省岳州で敗戦を迎え、1946年7月に復員した。

### 戦後
1949年に慶應義塾大学講師となり、1955年までつとめた。『展望』1950年4月号に「日本共産党に与う」を発表し、日本共産党を批判した。1952年から1年間、東京大学非常勤講師を兼任。
1953年、思想の科学研究会会長となった。雑誌『思想の科学』編集長もつとめた。1953年、東京都立大学人文学部教授に着任。
1960年5月20日、新安保条約の承認が衆議院本会議で強行採決される。翌5月21日、竹内は強行採決に抗議して東京都立大学に辞表を提出。「憲法の眼目の一つである議会主義が失われた」「内閣総理大臣による憲法無視の状態の下で、東京都立大学教授の職に止まることは、公務員として憲法を尊重し擁護する旨の就職の際の誓約にそむき、かつ教育者としての良心にそむく」と述べた。竹内に翻意を求めた人文学部教授会は最終的に6月27日に辞表を受理した。その後、雑誌『中国』を刊行。1961年から当時は珍しかったスキーを51歳で始め「老人スキー」を称した。
1964年からは自身が監修し、門下生に翻訳させた『中国の思想』を徳間書店から刊行。当初は諸子百家だけであったが、一般知識人からの好評を受けてロングセラーになると『史記』『三国志 (歴史書)』『十八史略』といった史書類も翻訳した。「漢文ぎらい」を標榜する竹内の思想により、訳文のみで意味が取れるような文章にしていた。これらの仕事は仕事がなく経済的に困窮していた門下生を経済的に助けた。
『魯迅文集』刊行中の1977年3月3日、食道癌により、東京都武蔵野市の病院で死去した。66歳没。葬儀委員長は埴谷雄高がつとめた。墓所は多磨霊園(10-1-14)。

## 受賞
- 1970年：「中国を知るために」により、毎日出版文化賞を受賞[18]。

## 研究内容・業績
伊藤整や野間宏らと国民文学論争を展開し、「近代主義と民族の問題」(1951)「国民文学の問題点」(1952)「文学における独立とはなにか」(1954)などの関係諸論文を『国民文学論』(1954)にまとめた。
また門下生と多数の中国文学の翻訳を行った。

### 雑誌『中国』
雑誌『中国』の母体となった「中国の会」は、尾崎秀樹が普通社主宰で1960年ごろに立ち上げ、野原四郎、竹内、橋川文三、安藤彦太郎、新島淳良、今井清一らをメンバーとした。「中国の会」は、雑誌『中国』を1963年から、普通社のシリーズ「中国新書」の挟み込み雑誌として刊行。しかし、同1963年に普通社が倒産したため、雑誌『中国』は、「中国の会」編集で勁草書房から1964年から1967年まで刊行。さらに雑誌『中国』は、「中国の会」編集、徳間書店発行で、1967年から1974年まで刊行された。

### 魯迅研究
同時代の中国文学作品を翻訳紹介、ならびに研究し、晩年には魯迅研究に没頭した。

魯迅は、近代文学を建設した人である。魯迅を、近代文学以前であると見ることはできない。[省略] 魯迅には、前近代的なものが多く含まれているが、それにもかかわらず、前近代を含むという形で、やはりそれは近代というほかないようなものである。(「近代とは何か（日本と中国の場合）」1948年)

## 主張・思想
戦後、明治以後の日本の近代史がどこで間違ったのかという問題意識を持って出発し、反戦の頑強なシンボルと目されていた日本の共産主義の行く末を厳しく見守る態度をとった。戦時中から取り組んでいた魯迅の研究は、必然的に中国の近代化の問題へと関心をひきつける結果となった。日本のマルクス主義史学への懐疑心が生まれ、開発途上国の近代化の過程は明治維新に代表される日本型が唯一のモデルではなく、もっと多様なのではないかと考えた。その点で戦後に読んだデューイの日中文化比較論に感銘を受けている。また、日本の文化構造が奴隷的で主体性の欠いていることを指摘し、日本のインテリ層の進歩主義を批判した。

マルクス主義者を含めての近代主義者たちは、血塗られた民族主義をよけて通った。自分を被害者と規定し、ナショナリズムのウルトラ化を自己の責任外の出来事とした。「日本ロマン派」を黙殺することが正しいとされた。しかし、「日本ロマン派」を倒したものは、彼らではなくて外の力なのである。外の力によって倒されたものを、自分が倒したように、自分の力を過信したことはなかっただろうか。それによって、悪夢は忘れられたかもしれないが、血は洗い清められなかったのではないか。(「近代主義と民族の問題」1951年)

日本人の中国大陸などアジア地域に対する道義性を問いただし、アジア主義の観点を再発掘して「太平洋戦争(大東亜戦争)」の再評価を促した。「侵略はよくないことだが、しかし侵略には、連帯感のゆがめられた表現という側面もある。無関心で他人まかせでいるよりは、ある意味では健全でさえある」と、ある種の評価もしている。

大東亜戦争は、植民地侵略戦争であると同時に、対帝国主義の戦争でもあった。この二つの側面は、事実上一本化されていたが、論理上は区別されなければならない。[中略] 太平洋戦争において両側面は癒着していたのであって、この癒着をはがすことはこの段階ではもう不可能だったからである。というよりも、癒着をはがす論理がありうることを、われわれは戦後に東京裁判でのパール判事の少数意見からはじめて教わったくらいであり・・・(「近代の超克」1959年)

戦後になって読み始めた毛沢東の著作で、抗日戦争に対する見通しが正確だったことに驚き、毛沢東の土着的発想を学ぶことで太平天国の乱を源流とする中国の人民革命の特質がつかめることを期待した。その毛沢東思想の原型を井崗山時代に求め、根拠地理論へ到達した。

純粋毛沢東とはなにか。それは、敵は強大であって我は弱小であるという認識と、しかも我は不敗であるという確信の矛盾の組み合わせからなる。これこそ、毛沢東思想の根本であり、原動力であって、かつ、今日の中共の一切の理論と実践の源をなすものである。それは半封建、半植民地の中国の現実の革命の中から引き出された最も高い、最も包括的な原理であり、したがって普遍的真理である。それは物心両面の一切の事象と、個人から国家に至る一切の関係を規定する根本法則であって、実践による内容付けによってそれ自体が生成発展する。(「評伝 毛沢東」1951年)

また、雑誌『世界』1965年1月号の特集「転機にたつ日本の選択」に掲載された論文「周作人から核実験まで」の中で「けれども、理性をはなれて、感情の点では、言いにくいことですが、内心ひそかに、よくやった、よくぞアングロサクソンとその手下ども（日本人を含む）の鼻をあかしてくれた、という一種の感動の念のあることを隠すことができません」と毛沢東による一方的核実験と核保有宣言に際してポストコロニアルの視点から意見を表明した。

## 著作

### 著書
- 『魯迅』日本評論社 1944 
  - 文庫化 創元文庫 1952
  - 再版 未来社 1961、新版1983・2002
  - 文庫化 講談社文芸文庫 1994
- 『魯迅雑記』世界評論社 1949
  - 再版 勁草書房 1976
- 『現代中国論』旧河出文庫 1951 
  - 新編 勁草書房 1975
- 『日本イデオロギイ』筑摩書房 1952 
  - 文庫化 こぶし文庫 1999
- 『魯迅入門』東洋書館 1953 
  - 文庫化 講談社文芸文庫 1996
- 『国民文学論』 東京大学出版会 1954
- 『知識人の課題』大日本雄弁会講談社 1954
- 『不服従の遺産』筑摩書房 1961
- 『中国を知るために』(全3巻) 勁草書房 1967-1973
- 『予見と錯誤』筑摩書房 1970
- 『日本と中国のあいだ』文藝春秋(人と思想) 1973
- 『転形期 戦後日記抄』創樹社 1974
- 『続 魯迅雑記』勁草書房 1978
- 『方法としてのアジア：わが戦前・戦中・戦後 1935-1976』創樹社 1978
- 『近代の超克』筑摩叢書 1983[30]
- 『内なる中国』松本健一編・解説、筑摩叢書 1987
- 『日本とアジア』ちくま学芸文庫 1993[31]
- 『竹内好セレクション』(全2巻) 丸川哲史・鈴木将久編、日本経済評論社 2006

1. 『日本への/からのまなざし』
2. 『アジアへの/からのまなざし』

### 著作集
- 『竹内好全集』（全17巻） 筑摩書房 1980-1982

1. 『魯迅』
2. 『魯迅入門』
3. 『現代中国の文学』
4. 『現代中国論 中国の人民革命 中国革命と日本』
5. 『方法としてのアジア 中国・インド・朝鮮 毛沢東』
6. 『日本イデオロギイ 民衆・知識人・官僚主義 国の独立と理想』
7. 『国民文学論 近代日本の文学 表現について』
8. 『近代日本の思想 人間の解放と教育』
9. 『不服従の遺産 1960年代』
10. 『中国を知るために 1』
11. 『中国を知るために 2』
12. 『作家について・書物について』
13. 『自画像 わが著作 魯迅友の会・中国の会』
14. 『戦前戦中集』
15. 『日記 上』
16. 『日記 下』
17. 『補遺 初期習作 著作目録・年譜・人名索引』

- 『竹内好評論集』(全3巻) 筑摩書房 1966

1. 『新編 現代中国論』
2. 『新編 日本イデオロギイ』
3. 『日本とアジア』

- 『竹内好談論集1 国民文学論の行方』 蘭花堂 1985

### 監修
- 『中国の思想』(全13巻）徳間書店 1964

### 編著
- 『現代中国の作家たち』岡崎俊夫共編 和光社 1954
- 『国民文学と言語』河出新書 1954
- 『戦後の民衆運動』青木新書 1956
- 『現代日本思想大系9 アジア主義』筑摩書房 1963
- 『状況的 対談集』合同出版 1970
- 『近代日本と中国』橋川文三共編 朝日選書 1974
- 『アジア学の展開のために』創樹社 1975

### 訳書
- 『賽金花』(中国文学叢書 5) 劉半農著、生活社 1942
- 『小学教師』倪煥之（中国語版）・葉紹鈞著、大阪屋号書店 1943
- 『嵐の中の木の葉』林語堂著、三笠書房 1951
- 『魯迅作品集』筑摩書房 1953
- 『魯迅評論集』岩波新書 1953
  - 文庫化 岩波文庫 1981
- 『続魯迅作品集』筑摩書房 1955
  - 『魯迅作品集』(全3巻) 筑摩叢書 1966
- 『野草』魯迅著、岩波文庫 1955
- 『阿Q正伝・狂人日記』魯迅著、岩波文庫 1955
- 『林商店・春蚕』(現代世界文学全集) 茅盾著、新潮社 1956
- 『両地書』魯迅・許広平著、松枝茂夫共訳、岩波書店 1956
  - 再版 筑摩叢書 1978
- 『文芸講話 毛沢東著、岩波文庫、1956
- 『夜明け前－子夜』(中国現代文学全集) 茅盾著、平凡社 1963
- 『山峡中、山中送客記（艾蕪）/夜哨線（葉紫）』河出書房新社(現代中国文学) 1971
- 『故事新編 魯迅 岩波文庫 1979
- 『魯迅文集』(全6巻) 筑摩書房 1983
  - 文庫化 ちくま文庫 1991